# Momo (futbolista)
Jerónimo Figueroa Cabrera (Las Palmas de Gran Canaria, España, 15 de julio de 1982), conocido como Momo, es un exfutbolista español, que jugaba como centrocampista. Formado en la cantera de la Unión Deportiva Las Palmas, club de la Segunda División de España al que volvió en el mercado invernal de 2012 tras pasar por varios clubes españoles y en el que se retiró en julio de 2019. En septiembre del mismo año se incorporó al cuerpo técnico del club canario.

## Trayectoria
Formado en la cantera de la U. D. Las Palmas, llegando al primer filial en 2001. Con 21 años subió al primer equipo donde logró hacerse un hueco en los onces iniciales de esa temporada siendo el jugador revelación de esa temporada.
En 2004 fue traspasado al Deportivo, debido al convenio existente entre ambos clubs para saldar la deuda del fichaje de Gabriel Schürrer. Pero no tiene oportunidades en el Deportivo y debe irse cedido al Albacete donde acabó descendiendo a Segunda.
En la temporada 2005-06 se quedó en el equipo de La Coruña, pero prácticamente no juega casi ningún partido y se le buscó otra cesión a la temporada siguiente. Esta vez fue a recalar en las filas del Racing de Santander donde tampoco logró hacerse un hueco en el once.
En la temporada 2007-08, siguió sin sitio en la plantilla del Deportivo así que es obligado a irse otra vez cedido. En esta ocasión tuvo que volver a Segunda varias campañas después, esta vez para jugar en el Xerez C. D.. Pero gracias a esa campaña y la llegada de Esteban Vigo a mitad de temporada, volvió a conseguir un gran nivel, siendo uno de los responsables de la salvación del equipo.
En verano de 2008, el Xerez decidió comprarlo al Deportivo, En la temporada 2008-09, Momo se hizo con la banda izquierda del equipo y consiguió explotar futbolísticamente logrando ser el pichichi del equipo con 17 goles. Además, esa temporada fue nombrado como uno de los tres mejores centrocampistas de ataque de la Liga Adelante, junto con Alfaro y Arana. El conjunto andaluz logró el ascenso por primera vez y Momo volvió a jugar en Primera en la temporada 2009-10.
En verano del 2010 llegó a un acuerdo con el Real Betis Balompié para jugar en el conjunto verdiblanco con la misión de retornar a la Primera División, objetivo finalmente conseguido esa misma temporada.
En el mercado invernal de la temporada 2011-12, rescindió su contrato con el Real Betis y se incorpora a la U. D. Las Palmas, firmando un contrato por lo que restaba de temporada y tres más. En la temporada 2014-15 contribuyó al ascenso de su equipo a Primera, volviendo a jugar en dicha división al año siguiente. Una buena participación en el curso le brindó la renovación por un año más con opción a otro.
El 30 de octubre jugó, contra el Celta, su partido 100 en primera y 200 oficiales en la U. D. Las Palmas. El 30 de junio de 2019 terminó su contrato con la U. D. y quedó libre. El 16 de julio anunció su retirada de la práctica activa del fútbol para incorporarse al cuerpo técnico del club amarillo.

## Clubes
Actualizado al último partido jugado el 28 de noviembre de 2016.
| Club              | Temporada | Competición      | Part. | Goles |
| ----------------- | --------- | ---------------- | ----- | ----- |
| Las Palmas "B"    | 2001-02   | Tercera División | 26    | 1     |
| Las Palmas "B"    | 2002-03   | Tercera División | -     | -     |
| U. D. Las Palmas  | 2002-03   | Segunda División | 4     | 0     |
| U. D. Las Palmas  | 2003-04   | Segunda División | 36    | 3     |
| Albacete (cesión) | 2004-05   | Primera División | 26    | 1     |
| Albacete (cesión) | 2004-05   | Copa del Rey     | 2     | 0     |
| Deportivo         | 2005-06   | Primera División | 5     | 0     |
| Deportivo         | 2005-06   | Copa Intertoto   | 1     | 0     |
| Racing (cesión)   | 2006-07   | Primera División | 13    | 0     |
| Xerez C. D.       | 2007-08   | Segunda División | 32    | 0     |
| Xerez C. D.       | 2007-08   | Copa del Rey     | 2     | 0     |
| Xerez C. D.       | 2008-09   | Segunda División | 40    | 17    |
| Xerez C. D.       | 2009-10   | Primera División | 26    | 2     |
| Xerez C. D.       | 2009-10   | Copa del Rey     | 2     | 0     |
| Real Betis        | 2010-11   | Segunda División | 20    | 0     |
| Real Betis        | 2011-12   | Primera División | 2     | 0     |
| Real Betis        | 2011-12   | Copa del Rey     | 1     | 0     |
| U. D. Las Palmas  | 2011-12   | Segunda División | 13    | 2     |
| U. D. Las Palmas  | 2012-13   | Segunda División | 42    | 4     |
| U. D. Las Palmas  | 2012-13   | Copa del Rey     | 7     | 1     |
| U. D. Las Palmas  | 2013-14   | Segunda División | 31    | 4     |
| U. D. Las Palmas  | 2013-14   | Copa del Rey     | 6     | 1     |
| U. D. Las Palmas  | 2014-15   | Segunda División | 29    | 7     |
| U. D. Las Palmas  | 2014-15   | Copa del Rey     | 4     | 0     |
| U. D. Las Palmas  | 2015-16   | Primera División | 23    | 0     |
| U. D. Las Palmas  | 2015-16   | Copa del Rey     | 5     | 2     |
| U. D. Las Palmas  | 2016-17   | Primera División | 23    | 3     |
| U. D. Las Palmas  | 2016-17   | Copa del Rey     | 2     | 0     |
| U. D. Las Palmas  | 2017-18   | Primera División | 13    | 0     |
| U. D. Las Palmas  | 2017-18   | Copa del Rey     | 2     | 2     |
| U. D. Las Palmas  | 2018-19   | Segunda División | 13    | 0     |
| U. D. Las Palmas  | 2018-19   | Copa del Rey     | 1     | 0     |
| Total             | Total     | Total            | 452   | 50    |

## Palmarés
- Campeón de Segunda División de la temporada 2008-09 con el Xerez Club Deportivo.
- Campeón de Segunda División de la temporada 2010-11 con el Real Betis Balompié.